# Василевич, Владислав Иванович
Владисла́в Ива́нович Василе́вич (30 сентября 1935, село Вятские Поляны Кировской области — 2 мая 2020, Санкт-Петербург) — советский и российский геоботаник, доктор биологических наук (1967), профессор, заслуженный деятель науки Российской Федерации (1994).

## Биография
Родился в учительской семье, с детства был связан с ботаникой: отец писал кандидатскую диссертацию по исследованию лугов Вятки и брал сына в экспедиции.

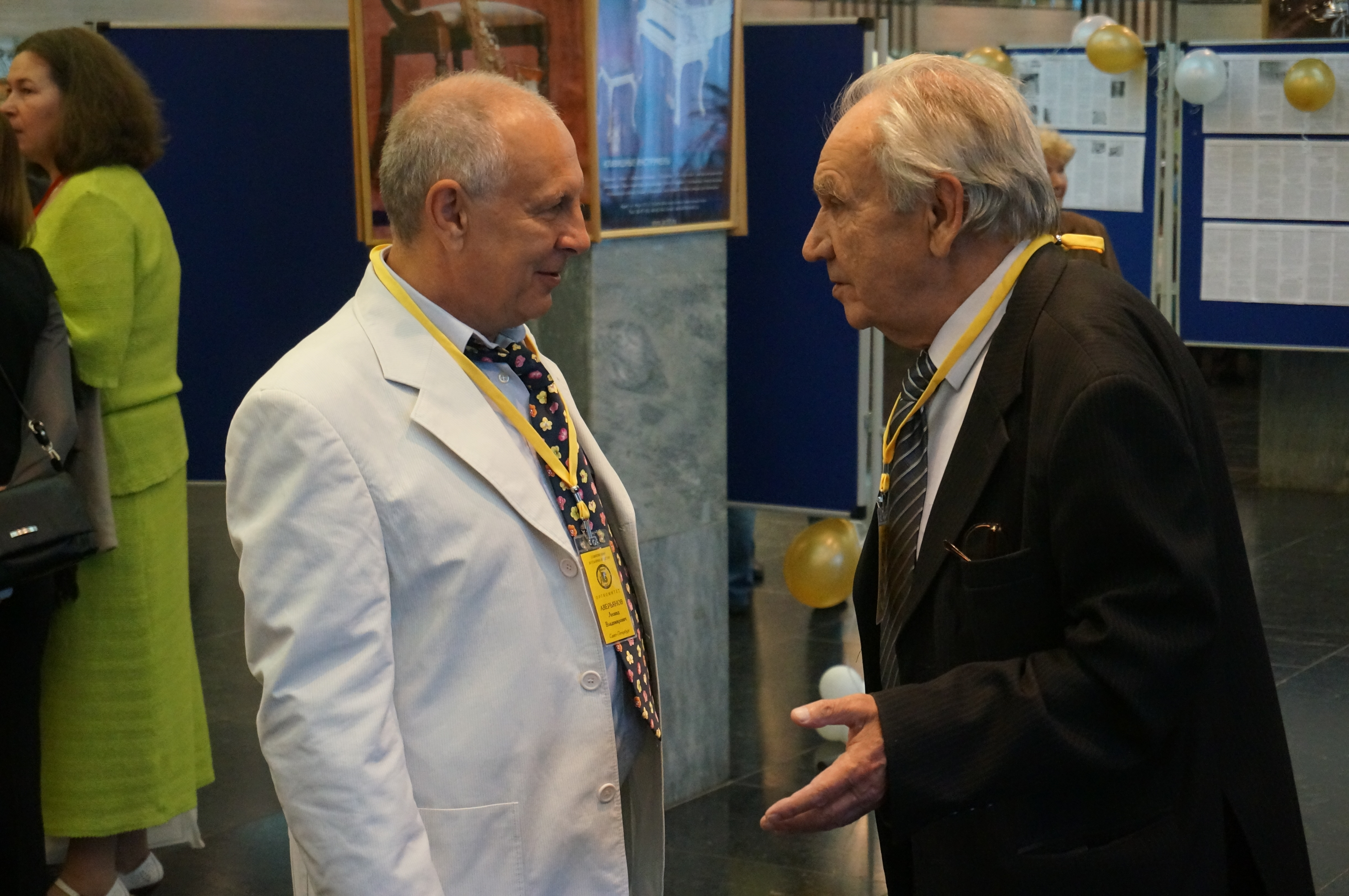
Л. В. Аверьянов (слева) и В. И. Василевич. XIII съезд РБО. Тольятти, 2013 год.

В 1953 году Владислав Василевич поступил на биолого-почвенный факультет Ленинградского университета, где специализировался на кафедре геоботаники. С младших курсов активно участвовал в экспедиционных геоботанических исследованиях. В 1958 году он окончил университет и был оставлен на кафедре в аспирантуре, где работал над диссертацией «Геоботанический анализ сосновых боров европейской части СССР», успешно защищённой в 1962 году.
С 1960 года работал в лаборатории экспериментальной геоботаники А. П. Шенникова в Ботаническом институте АН СССР. В 1960—1970-х годах принимал участие в крупных научных экспедициях: Северный Дагестан и Калмыкия (1963), Казахстан (1964—1965), Таймыр (1967), Полярный Урал (1969).
В 1967 году Василевич защитил докторскую диссертацию «Статистические методы в геоботанике», а в 1969 году опубликовал книгу под тем же названием. В работе представлена обстоятельная трактовка математических методов в применении в геоботанике, и был дан детальный анализ всей имевшейся на тот момент мировой литературы в данной области, а также предложен ряд оригинальных разработок. Работа на долгое время стала «настольной книгой» для геоботаников СССР.
В 1976 году Владислав Василевич совместно с М. С. Боч возглавили Северо-Западную экспедицию БИН. Экспедиция собрала огромное число материалов по исследованию растительности Северо-Запада, дала материал для многочисленных публикаций, обобщающих описание разных типов формаций и классификации растительности.
В последнее время Владислав Василевич заведовал лабораторией «Растительность лесной зоны» БИН РАН. Являлся вице-президентом Русского ботанического общества.

## Научная работа
Василевич активно развивал теоретическую составляющую геоботаники. Свои взгляды на фундаментальные положения общей биоценологии он изложил в до сих пор цитируемой монографии «Очерки теоретической фитоценологии» (1983).
Важный вклад он внёс в разработку методов классификации растительности. Он предложил полуколичественный доминантно-флористический метод, основывающийся на анализе равномерности распределения в группе сообществ видов со сходной экологией. Используя этот метод, Василевич с коллегами провёл детальную классификацию почти всех растительных сообществ Северо-Запада России, что нашло отражение в многочисленных публикациях.
Всего Владислав Иванович опубликовал более 200 научных работ. Кроме того, он собрал сотни гербарных экземпляров в ходе своих многочисленных экспедиций, а гербарий, собранный им при поездке в тропики долгие годы использовался в качестве демонстрационного материала по курсу «Растительность Земного шара».

## Педагогическая работа
Под руководствам Владислава Ивановича подготовлено и защищено более десяти кандидатских диссертаций.
С 1997 года он работал профессором на кафедре геоботаники и экологии растений СПбГУ, где читает лекции по теоретической геоботанике, курсы «Растительность Северо-Запада России» и «Геоботаническое районирование».